# Kozí Vrbovok
Kozí Vrbovok je obec v okrese Krupina v Banskobystrickém kraji na Slovensku. Žije zde 156 obyvatel.
Obec leží v centrální části Krupinské planiny, v údolí potoka Vrbovok. Je vzdálena 9 km jihovýchodně od okresního města, a asi 34 km severozápadně od Veľkého Krtíše.
Dějiny obce jsou spojeny s opevněným klášterem v Bzovíku, který leží asi 2 km severozápadně. První písemná zmínka o obci se zachovala v listině Béla IV. z roku 1262, ve které král daroval obec rodině Kaza.